# Jimmy Kelly (1909–1970)
Jimmy Kelly, właśc. James Kelly (ur. 14 czerwca 1909 w Ballybofey, zm. 2 listopada 1970 w Londonderry) – irlandzki piłkarz występujący na pozycji napastnika.
W 1949 zdobył Puchar Irlandii Północnej z Derry City.
17 października 1931 roku zadebiutował w reprezentacji Irlandii prowadzonej przez IFA, strzelając gola w przegranym 2:6 meczu British Home Championship przeciwko Anglii. Do 1936 rozegrał w tej drużynie 11 spotkań i zdobył cztery bramki.
8 maja 1932 zadebiutował w reprezentacji Irlandii pod egidą FAI, w towarzyskim meczu przeciwko Holandii, zakończonym zwycięstwem 2:0. Do 1936 zagrał w niej cztery razy i zdobył dwie bramki.